# 赤南乡
赤南乡是中国陕西省汉中市镇巴县下辖的一个乡。

## 行政区划
赤南乡下辖以下行政区：
长滩村、经堂坪村、庙子坝村、袁家坝村、坪落村、青树村、月日坪村、姚家坝村、梅坡村、余家河村、长龙坪村、雌鸡岭村